# Aventuri la motocross
Aventuri la motocross este un film original Disney Channel în care este vorba despre o fată pe nume Andrea Carson care iubește cursele de motociclete, în ciuda faptului că tatăl ei o crede nepotrivită pentru acest sport, deoarece ea este "doar o fată". Când fratele ei geamăn Andrew își rupe piciorul înaintea unei mari curse, tatăl lor este forțat să meargă în Europa să găsească un înlocuitor. Între timp, Andrea concurează în locul lui Andrew cu ajutorul mamei sale.

## Rezumat
Produs specific pentru Disney Channel, acest film de familie despre sporturi extreme îl prezintă pe Trevor O'Brien ca Andrew Carson, un copil care adora cursele de motociclete. Când se pregătea pentru o cursă mare, familia lui Andrew își folosesc toate resurse să îl ajute să câștige, dar când Andrew își rupe piciorul chiar înainte de cursă, familia O'Briens sunt forțați să găsească o soluție. Alana Austin apare ca sora geamănă a lui Andrew, Andrea, care se deghizează în Andrew ca să poată câștiga cursa de motociclete și să salveze familia.

## Date despre lansare
Aventuri la Motocross a fost lansat în SUA, pe Disney Channel pe 16 februarie 2001 la ora 19. Filmul a fost lansat și la VHS pe 8 ianuarie 2002. În România, filmul a apărut în noiembrie 2009, pe programul de televiziune pentru copii Disney Channel.

## Actori
- Alana Austin - Andrea 'Andy' Carson
- Riley Smith - Dean Talon
- Mary-Margaret Humes - Geneva Carson
- Trever O'Brien - Andrew Carson
- Timothy Carhart - Edward Carson
- Scott Terra - Jason Carson
- Michael Cunio - Rene Cartier
- Mark Curry - Bob Arness
- Katherine Ellis - Faryn Henderson (ca Kate Ellis)
- A.J. Buckley - Jimmy Bottles

## Trivia
- Ca să îi dea mai multă credibilitate asupra lumii reale a motocicliștilor, Disney a angajat câțiva profesionești (dar nu s-au limitat) cum ar fi: Travis Pastrana, Steve Lamson și Jeremy McGrath.
- Majoritatea scenelor din film au fost filmate în San Diego, California.[2]
- Alana Austin a jucat mai târziu în Supercross (2005), însă ea a mai fost și în filmul Moto Kids. Tatăl ei a produs Moto Kids și Motocrossed.
- Primul titlu al fimului a fost "The 12th Lap" ("A doisprezecea cursă").[3]
- Acest film a fost inspirat după opera lui Shakespeare, A Doisprezecea Noapte.

## Dublajul în limba română
Dublajul a fost realizat de studioul Ager Film.
- Olimpia Melinte
- Ioachim Petre